# A dzsungel könyve (film, 1942)
A dzsungel könyve (eredeti cím: Jungle Book) 1942-ben bemutatott amerikai film, amely Rudyard Kipling azonos című műve alapján készült időtálló mesefilm. Az élőszereplő játékfilm rendezője Korda Zoltán és a producere a testvér, Korda Sándor volt. A forgatókönyvet Laurence Stallings írta, a zenéjét Rózsa Miklós szerezte. Mivel 1963-ban a copyright monopóliumot nem hosszabbították meg, ezért ez az alkotás, mint 1945 előtti filmművészeti klasszikus: közkincs.

## Cselekmény
Nem találják a dzsungelben eltévedt totyogó Mauglit, akit farkasok nevelnek a dzsungel királyává, a legnagyobb kihívás azonban csak most jön: hogyan térjen vissza az emberek közé?

## Szereplők
| Szereplő                   | Színész           | Magyar hang                                  |
| -------------------------- | ----------------- | -------------------------------------------- |
| Maugli                     | Sabu              | Szokol Péter                                 |
| Buldeo                     | Joseph Calleia    | Kránitz Lajos (középkorú) Szoó György (idős) |
| Mahala, Buldeo lánya       | Patricia O'Rourke | Málnai Zsuzsa                                |
| Messua, Maugli anyja       | Rosemary DeCamp   | Sunyovszky Szilvia                           |
| Durga, Maugliék szolgálója | Ralph Byrd        | Csikos Gábor                                 |
| Rao, Maugli apja           | John Mather       | Vogt Károly                                  |
| Borbély                    | John Qualen       | Sebestyén András                             |
| Pundit                     | Frank Puglia      | Varga T. József                              |
| Angol nő                   | Faith Brook       | Borbás Gabi                                  |
| Angol nő szikh kísérője    | Noble Johnson     | N/A                                          |
| Ká                         | (óriáskígyó)      | Szombathy Gyula                              |
| A kobrák atyja             | (királykobra)     | Képessy József                               |

## Televíziós megjelenések
MTV-1 / TV-1, TV-2, Duna TV 